# 2대 닥터
2대 닥터 (Second Doctor, 두 번째 닥터)는 영국 BBC의 텔레비전 SF 드라마 《닥터 후》의 주인공인 닥터의 생애 중 하나이다. 배우 패트릭 트라우턴이 배역을 맡았다. 2대 닥터의 방영분과 관련 소설 작품으로 팬들 사이에서는 널리 알려진 닥터이지만, 전체 119개 에피소드 중에서 53개 에피소드가 소실되는 바람에, 현재로서는 온전히 감상할 수 없는 시기에 활약했던 닥터이기도 하다.
드라마 설정상 닥터는 갈리프레이 행성 출신의 외계 종족 타임로드로, 수명은 수천 년이며 타디스란 타임머신을 타고 동행자와 함께 시공간을 여행한다. 닥터는 죽음에 직면하면 재생성을 거치며, 닥터의 모습과 성격이 변화하게 된다. 2대 닥터는 처음으로 재생성을 겪은 닥터이며 방영 당시까지만 해도 재생성에 대한 설정이 자리잡지 않아 그 명칭도 '부활' (renewal)이란 이름으로 다뤄지게 되었다. 인격은 같아도 모습은 완전히 달라졌다는 재생성 개념과 2대 닥터의 등장은, 드라마의 발전에 일종의 전환점이 되어 수십년 동안 방영을 이어나갈 수 있는 결정적인 요소로 작용하게 되었다.
2대 닥터는 꾀죄죄한 부랑자의 인상에 소심하고 우물쭈물한 성격으로 그려져, '우주 뜨내기' (Cosmic Hobo)라는 별명으로 요약된다. 그러면서도 속으로는 더 확고하면서도 조금 궂은 면이 있는데, 이를 이용해 적에게 대적할 때나 함께하는 사람들을 돕는다. 2대 닥터의 첫번째 동행자는 세련된 성격의 폴리 (애너키 윌스)와 노동계급 선원 출신의 벤 잭슨 (마이클 크레이즈)의 두 사람으로, 1대 닥터와 동행하다 닥터의 재생성을 목격하였으며, 활기찬 60년대의 분위기를 살린 캐릭터들이다. 이후 18세기 잉글랜드의 왕당파 출신인 제이미 매크리먼 (프레이저 하인스)가 합류하여 닥터가 둘도 없이 가장 신뢰하는 동행자가 된다. 벤과 폴리가 타디스에서 내린 뒤로 한동안 제이미와 여행하던 2대 닥터는 빅토리아 시대의 고아 빅토리아 워터필드 (데보라 와틀링)와 21세기의 천체물리학자 조 해리엇 (웬디 패드베리)를 새 동행자로 맞이한다. 제이미와 조는 끝까지 2대 닥터와 함께 하지만, 닥터가 타임로드에게 불려갈 때 함께 끌려와, 처음 마주했던 순간을 제외하고 닥터와 함께한 모든 기억을 삭제당한 채 본래의 시간대로 되돌려보내진다.